# Dzungaria
Dzungaria (også Jungaria, Sungaria, Zungaria; mongolsk: Зүүнгар (Züüngar), kinesisk: 準噶爾 (Zhǔngéěr), russisk: Джунгария (Džungarija)) er en geografisk region som omfatter ca.777.000 km² af den autonome region for Uighurer Xinjiang, i det nordvestlige Kina.

## Historie
Dzungaria har sit navn efter et mongolsk kongedømme som eksisterede i Centralasien i det syttende og attende århundrede. Det fik sit navnet fra Dzungarerne, som blev kaldt sådan fordi de udgjorde den venstre flanke (züün, venstre; gar, hånd) af den mongolske hær. Det nåede sit højdepunkt under Kaldan, eller Bushtu Khan, i sidste halvdel af det 17.århundrede, men blev fuldstændig knust af de kinesiske Qing-herskere omkring 1757-1759. Det har spillet en vigtig rolle i Mongoliets historie og de store mongolske vandringer mod vest.
I 1911 var territoriet delt mellem Qing-imperiet (Xinjiang, også kendt som Østturkestan og det nordvestlige Mongoliet) og Russisk Turkestan (provinserne Semiretsje og Semipalatinsk).
Dets største udstrækning omfattede Kashgar, Yarkand, Khotan, hele Tian Shan-regionen og kort sagt det meste af centralasien mellem 35 til 50 °N og fra 72 til 97 °Ø.

## Nutidig brug
Som et politisk eller geografisk begreb er Dzungaria praktisk talt forsvundet fra kortet, bortset fra det centrale område som fremdeles hedder Junggar Pendi (Junggarbækkenet). Og i bjergkæden som sydøst for Balkhasjsøen strækker sig nordøstover langs grænsen mellem Kasakhstan og Kina bevares navnet i Dzungarisk Alatau.
Dzungaria og afledte former af ordet er også blevet brugt til at give navn til forhistoriske dyr som er fundet i klippeformationer i Junggarbækkenet:
- Dsungaripterus weii (pterosaur)
- Junggarsuchus sloani (crocodylomorph)

Et nylig og bemærkelsesværdigt fund fra februar 2006, er det ældste kendte tyrannosaurus-fossil. Det blev udgravet af en gruppe forskere fra George Washington University som var i gang med et forskningsprojekt i Junggarbækkenet. Arten som er kaldt Guanlong, levede for 160 millioner år siden, mere end 90 millioner år før den berømte Tyrannosaurus rex.
Området har også givet navn til Dzungarisk Hamster.

## Geografi og geologi
Dzungaria er i hovedsagen et steppe- og halvørkenpræget bækken omgivet af høje bjerge: Tian Shan i syd og Altaj i nord.
Geologisk er det en udløber af den paleozoiske Kazakhstanblok og var engang en del af et separat kontinent før Altajbjergene blev dannet i slutningen af den paleozoiske tidsalder. Det indeholder ikke den samme mineralrigdom som Kazakhstania og kan have været en præ-eksisterende kontinentalblok før Kazakhstania blev dannet.
Urumqi, Yining og Karamay er de største byer. Andre, mindre oasebyer ligger langs foden af bjergkæderne.

## Økonomi
Der dyrkes Hvede, byg, havre og sukkerroer , og der holdes kvæg, får og heste. Markerne vandes med smeltevand fra de permanent snedækkede bjerge.
Dzungaria har forkomster af kul, jern, og guld så vel som store oliefelter.

## Demografi
Befolkningen består af uighurer, kasakher, kirgisere, mongoler og Hankinesere. Fra 1953 har der været en massiv indflytning af Hankinesere for at arbejde på vand- og industriprojekter.
45°00′N 85°00′Ø / 45.000°N 85.000°Ø